# Chiesa di San Rocco (Camogli)
La chiesa di San Rocco è un luogo di culto cattolico situato nella frazione di San Rocco, in via Franco Molfino, nel comune di Camogli nella città metropolitana di Genova. La chiesa è sede della parrocchia omonima del vicariato di Recco-Uscio-Camogli dell'arcidiocesi di Genova.

## Storia e descrizione
La parrocchiale è situata presso l'omonima frazione e secondo alcune fonti già dal XV secolo esisteva sul luogo dell'odierna chiesa una edicola dedicata a san Rocco. L'odierna struttura fu costruita nel 1863 e fu nel 1935 che divenne, tramite un apposito decreto del 17 aprile dell'arcivescovo di Genova Carlo Dalmazio Minoretti, parrocchia autonoma.
La chiesa fu solennemente consacrata il 17 dicembre del 1963 dal cardinale e arcivescovo di Genova Giuseppe Siri.
All'interno è possibile ammirare l'altare maggiore che fu scolpito dallo scultore Bernardo Schiaffino ed eseguito originariamente per l'Università di Genova; l'opera venne acquistata dagli abitanti della frazione camoglina e portata nella chiesa.